# Terry Swanson
Terry  Shawn Swanson (* 6. August 1996) ist ein ehemaliger US-amerikanischer American-Football-Spieler. Er spielt auf der Position des Runningbacks.

## Karriere
Swanson besuchte die Highschool in Aliquippa, Pennsylvania. Dort war er Teil eines Teams, welches zweimal die Staatsmeisterschaft gewann und zweimal Zweiter wurde. Insgesamt erlief er in seiner Highschool-Karriere 4.333 Yards. Er startete alle vier Saisons als Runningback und zusätzlich zwei Saisons als Safety. Als Junior konnte er 1.546 Yards und 20 Touchdowns erlaufen. Als Senior erzielte er 1.708 Yards, 23 Touchdowns bei 142 Läufen. Swanson erhielt Stipendienangebote von Toledo, Akron, Delaware, Temple, Ohio, Kent State und diversen FCS-Teams. Anfang Dezember 2013 entschied er sich für Toledo.
Hier begann er 2014 für die Toledo Rockets zu spielen. Er begann seine College-Karriere als Backup hinter Kareem Hunt. Als dieser in Swansons Freshman-Saison verletzungsbedingt kurzzeitig ausfiel, konnte Swanson bereits erste Erfolge verzeichnen. Er beendete sein erstes Jahr mit 782 erlaufenen Yards. Zudem fing er zwölf Pässe für einen Touchdown und 152 Yards. Auch in seiner zweiten Saison blieb er Backup. Aufgrund einer Verletzung Hunts sah Swanson erneut mehr Spielzeit und lief in der gesamten Saison für 923 Yards und sieben Touchdowns. Er wurde dafür ins second team All-MAC gewählt. 2016 erlief er 583 Yards bei 116 Läufen und fing zehn Pässe für 74 Yards. Nachdem Hunt nach der Saison 2016 in die NFL wechselte, wurde Swanson 2017 als Senior erstmals Starter zu Saisonbeginn. Er lief 242 Mal und erzielte dabei 1.363 Yards und 14 Touchdowns. Zudem fing er 20 Pässe für 194 Yards. Swanson wurde dafür ins first-team All-MAC gewählt. Er beendete seine Zeit in Toledo mit insgesamt 3.601 erlaufenen Yards, 492 erfangenen Yards und 33 Touchdowns. Die 3.601 Yards sind der viertbeste Wert in der Schulgeschichte.
Nachdem Swanson im NFL Draft 2018 nicht ausgewählt wurde, verpflichteten ihn die Houston Texans, mit welchen er sich bereits vor dem Draft getroffen hatte. Obwohl er im letzten Preseasonspiel mit 69 Yard bei 16 Läufen, darunter ein 37-Yard-Touchdown-Lauf, die Texans im Laufspiel anführte, wurde Swanson am 31. August 2018 entlassen.
Im Dezember hatte er ein Tryout bei den Kansas City Chiefs. Mitte März 2019 verpflichteten die Salt Lake Stallions aus der Alliance of American Football Swanson. Die Liga gab jedoch Anfang April den Spielbetrieb auf.
Im März 2020 nahmen die Saskatchewan Roughriders aus der Canadian Football League Swanson unter Vertrag. Im März 2021 wurde er entlassen. Im Juni 2021 nahm Swanson eine Stelle im Trainerstab der Toledo Rockets an.